# Ohrana (organizație paramilitară)
Ohrana (în bulgară Охрана însemnând Protecție) (în greacă Οχράνα) a fost o organizație paramilitară colaboraționistă organizată pe baza structurilor fostei „Organizații Revoluționare Macedoniene din Interior”, compusă din etnici bulgari în Macedonia grecească în timpul ocupației naziste din al doilea război mondial, organizație condusă de ofițeri bulgari din Macedonia. Bulgaria era interesată în recuperarea teritoriului corespunzător regiunilor Tesalonicului și Macedoniei de vest, regiuni aflate sub ocupație italiană și germană, și în obținerea loialității celor aproximativ 80.000 de slavofoni ce locuiau pe acest teritoriu în perioada respectivă. Apariția partizanilor greci în acele zone i-a convins pe italieni să permită formarea detașamentelor colaboraționiste.